# Fotbal na Letních olympijských hrách 2012 – turnaj žen
Fotbalový turnaj žen na Letních olympijských hrách 2012 konaný v Londýně a dalších městech Velké Británie ve dnech 25. července až 9. srpna byl pátým ženským fotbalový turnajem na olympijských hrách. Zlato obhájil tým Spojených států amerických.

## Kvalifikace
| Kvalifikační soutěž                                                                  | Datum konce kvalifikace | Místo konání | Alokováno míst | Kvalifikováni                 |
| ------------------------------------------------------------------------------------ | ----------------------- | ------------ | -------------- | ----------------------------- |
| Hostitelská země                                                                     |                         | —            | 1              | Velká Británie                |
| Kvalifikace na Fotbalový turnaj žen na Letních olympijských hrách 2012 zóny AFC      | 11. září 2011           | Čína         | 2              | Japonsko Severní Korea        |
| Kvalifikace na Fotbalový turnaj žen na Letních olympijských hrách 2012 zóny CAF      | 22. října 2011          | —            | 2              | Jihoafrická republika Kamerun |
| Kvalifikace na Fotbalový turnaj žen na Letních olympijských hrách 2012 zóny CONCACAF | 29. ledna 2012          | Kanada       | 2              | Kanada USA                    |
| Sudamericano Femenino 2010                                                           | 21. listopadu 2010      | Ekvádor      | 2              | Brazílie Kolumbie             |
| Kvalifikace na Fotbalový turnaj žen na Letních olympijských hrách 2012 zóny OFC      | 4. dubna 2012           | Tonga        | 1              | Nový Zéland                   |
| UEFA (nejlepší dva evropské týmy na Mistrovství světa ve fotbale žen 2011)           | 17. července 2011       | Německo      | 2              | Švédsko Francie               |
| CELKEM                                                                               |                         |              | 12             |                               |

## Medailistky
| Zlato   | USA      |
| Stříbro | Japonsko |
| Bronz   | Kanada   |

## Základní skupiny
Pozn. Časy začátků zápasů jsou v UTC+1 (v Britském letním čase). Zeleně označené týmy postoupily.

### Skupina E
| Tým            | Z | V | R | P | VG | IG | +/- | B |
| -------------- | - | - | - | - | -- | -- | --- | - |
| Velká Británie | 3 | 3 | 0 | 0 | 5  | 0  | +5  | 9 |
| Brazílie       | 3 | 2 | 0 | 1 | 6  | 1  | +5  | 6 |
| Nový Zéland    | 3 | 1 | 0 | 2 | 3  | 3  | 0   | 3 |
| Kamerun        | 3 | 0 | 0 | 3 | 1  | 11 | -10 | 0 |

| 25. července 2012 16:00 |        |             |                                                                    |
| Velká Británie          | 1 : 0  | Nový Zéland | Millennium Stadium, Cardiff diváci: 24 445 rozhodčí: Kari Seitzová |
| Houghtonová 64'         | Report |             | Millennium Stadium, Cardiff diváci: 24 445 rozhodčí: Kari Seitzová |

| 25. července 2012 18:45 |        |                                                                    |                                                                         |
| Kamerun                 | 0 : 5  | Brazílie                                                           | Millennium Stadium, Cardiff diváci: 30 847 rozhodčí: Jenny Palmqvistová |
|                         | Report | Francielle 7' Renata Costa 10' Marta 73' (pen.), 88' Cristiane 78' | Millennium Stadium, Cardiff diváci: 30 847 rozhodčí: Jenny Palmqvistová |

| 28. července 2012 14:30 |        |               |                                                                           |
| Nový Zéland             | 0 : 1  | Brazílie      | Millennium Stadium, Cardiff diváci: 30 103 rozhodčí: Bibiana Steinhausová |
|                         | Report | Cristiane 86' | Millennium Stadium, Cardiff diváci: 30 103 rozhodčí: Bibiana Steinhausová |

| 28. července 2012 17:15                    |        |         |                                                                     |
| Velká Británie                             | 3 : 0  | Kamerun | Millennium Stadium, Cardiff diváci: 31 141 rozhodčí: Hong Eun-Ahová |
| Stoneyová 18' Scottová 23' Houghtonová 82' | Report |         | Millennium Stadium, Cardiff diváci: 31 141 rozhodčí: Hong Eun-Ahová |

| 31. července 2012 19:45                            |        |                |                                                                                   |
| Nový Zéland                                        | 3 : 1  | Kamerun        | City of Coventry Stadium, Coventry diváci: 11 425 rozhodčí: Christina Pedersenová |
| Smithová 43' Sonkengová 49' (vl.) Gregoriusová 62' | Report | Ongueneová 75' | City of Coventry Stadium, Coventry diváci: 11 425 rozhodčí: Christina Pedersenová |

| 31. července 2012 19:45 |        |          |                                                                        |
| Velká Británie          | 1 : 0  | Brazílie | Stadion Wembley, Londýn diváci: 70 584 rozhodčí: Carol Anne Chenardová |
| Houghtonová 2'          | Report |          | Stadion Wembley, Londýn diváci: 70 584 rozhodčí: Carol Anne Chenardová |

### Skupina F
| Tým                   | Z | V | R | P | VG | IG | +/- | B |
| --------------------- | - | - | - | - | -- | -- | --- | - |
| Švédsko               | 3 | 1 | 2 | 0 | 6  | 3  | +3  | 5 |
| Japonsko              | 3 | 1 | 2 | 0 | 2  | 1  | +1  | 5 |
| Kanada                | 3 | 1 | 1 | 1 | 6  | 4  | +2  | 4 |
| Jihoafrická republika | 3 | 0 | 1 | 2 | 1  | 7  | -6  | 1 |

| 25. července 2012 17:00       |        |                 |                                                                                |
| Japonsko                      | 2 : 1  | Kanada          | City of Coventry Stadium, Coventry diváci: 14 119 rozhodčí: Kirsi Heikkinenová |
| Kawasumiová 33' Mijamaová 44' | Report | Tancrediová 55' | City of Coventry Stadium, Coventry diváci: 14 119 rozhodčí: Kirsi Heikkinenová |

| 25. července 2012 19:45                            |        |                       |                                                                               |
| Švédsko                                            | 4 : 1  | Jihoafrická republika | City of Coventry Stadium, Coventry diváci: 18 290 rozhodčí: Salomé di Ioriová |
| Fischerová 7' Dahlkvistová 20' Schelinová 21', 63' | Report | Modiseová 60'         | City of Coventry Stadium, Coventry diváci: 18 290 rozhodčí: Salomé di Ioriová |

| 28. července 2012 12:00 |        |         |                                                                                  |
| Japonsko                | 0 : 0  | Švédsko | City of Coventry Stadium, Coventry diváci: 14 160 rozhodčí: Quetzalli Alvaradová |
|                         | Report |         | City of Coventry Stadium, Coventry diváci: 14 160 rozhodčí: Quetzalli Alvaradová |

| 28. července 2012 14:45             |        |                       |                                                                                   |
| Kanada                              | 3 : 0  | Jihoafrická republika | City of Coventry Stadium, Coventry diváci: 14 753 rozhodčí: Christina Pedersenová |
| Tancrediová 7' Sinclairová 58', 86' | Report |                       | City of Coventry Stadium, Coventry diváci: 14 753 rozhodčí: Christina Pedersenová |

| 31. července 2012 14:30 |        |                       |                                                                        |
| Japonsko                | 0 : 0  | Jihoafrická republika | Millennium Stadium, Cardiff diváci: 24 202 rozhodčí: Efthalia Mitsiová |
|                         | Report |                       | Millennium Stadium, Cardiff diváci: 24 202 rozhodčí: Efthalia Mitsiová |

| 31. července 2012 14:30 |        |                                     |                                                                   |
| Kanada                  | 2 : 2  | Švédsko                             | St James' Park, Newcastle diváci: 12 719 rozhodčí: Hong Eun-Ahová |
| Tancrediová 53', 84',   | Report | Hammarströmová 14' Jakobssonová 16' | St James' Park, Newcastle diváci: 12 719 rozhodčí: Hong Eun-Ahová |

### Skupina G
| Tým           | Z | V | R | P | VG | IG | +/- | B |
| ------------- | - | - | - | - | -- | -- | --- | - |
| USA           | 3 | 3 | 0 | 0 | 8  | 2  | +6  | 9 |
| Francie       | 3 | 2 | 0 | 1 | 8  | 4  | +4  | 6 |
| Severní Korea | 3 | 1 | 0 | 2 | 2  | 6  | -4  | 3 |
| Kolumbie      | 3 | 0 | 0 | 3 | 0  | 6  | -6  | 0 |

| 25. července 2012 17:00                        |        |                            |                                                                    |
| USA                                            | 4 : 2  | Francie                    | Hampden Park, Glasgow diváci: 18 090 rozhodčí: Sachiko Jamagišiová |
| Wambachová 19' Morganová 32', 66' Lloydová 56' | Report | Thineyová 12' Delieová 14' | Hampden Park, Glasgow diváci: 18 090 rozhodčí: Sachiko Jamagišiová |

| 25. července 2012 21:50 |        |                       |                                                                      |
| Kolumbie                | 0 : 2  | Severní Korea         | Hampden Park, Glasgow diváci: 20 150 rozhodčí: Carol Anne Chenardová |
|                         | Report | Kim Song-Hui 39', 86' | Hampden Park, Glasgow diváci: 20 150 rozhodčí: Carol Anne Chenardová |

| 28. července 2012 17:00                    |        |          |                                                                  |
| USA                                        | 3 : 0  | Kolumbie | Hampden Park, Glasgow diváci: 11 313 rozhodčí: Efthalia Mitsiová |
| Rapinoeová 33' Wambachová 74' Lloydová 77' | Report |          | Hampden Park, Glasgow diváci: 11 313 rozhodčí: Efthalia Mitsiová |

| 28. července 2012 19:45                                               |        |               |                                                                  |
| Francie                                                               | 5 : 0  | Severní Korea | Hampden Park, Glasgow diváci: 11 743 rozhodčí: Therese Neguelová |
| Georgesová 45' Thomisová 70' Delieová 71' Renardová 81' Catalaová 87' | Report |               | Hampden Park, Glasgow diváci: 11 743 rozhodčí: Therese Neguelová |

| 31. července 2012 17:15 |        |               |                                                                      |
| USA                     | 1 : 0  | Severní Korea | Old Trafford, Manchester diváci: 29 522 rozhodčí: Jenny Palmqvistová |
| Wambachová 25'          | Report |               | Old Trafford, Manchester diváci: 29 522 rozhodčí: Jenny Palmqvistová |

| 31. července 2012 17:15 |        |          |                                                                         |
| Francie                 | 1 : 0  | Kolumbie | St James' Park, Newcastle diváci: 13 184 rozhodčí: Quetzalli Alvaradová |
| Thomisová 5'            | Report |          | St James' Park, Newcastle diváci: 13 184 rozhodčí: Quetzalli Alvaradová |

Události
- Před utkáním Severní Koreje a Kolumbie hraném na stadionu Hampden Park ve skotském Glasgow došlo k diplomatickému incidentu, když organizátoři na světelné tabuli zaměnili u severokorejských fotbalistek státní vlajku a zobrazili vlajku Jižní Koreje. Se svým jižním sousedem byla KLDR v době her de iure stále ve válečném stavu. Korejské hráčky nastoupily až po omluvě a utkání bylo zahájeno s přibližně hodinovým zpožděním ve 21.50 hod. Následující den se severokorejské výpravě omluvili předseda MOV Jacques Rogge a britský premiér David Cameron.[1][2]

### Žebříček týmů na třetích místech
První dva týmy z každé skupiny a dva nejlepší týmy na třetích místech postoupily do čtvrtfinále.
| Tým           | Z | V | R | P | VG | IG | +/- | B |
| ------------- | - | - | - | - | -- | -- | --- | - |
| Kanada        | 3 | 1 | 1 | 1 | 6  | 4  | +2  | 4 |
| Nový Zéland   | 3 | 1 | 0 | 2 | 3  | 3  | 0   | 3 |
| Severní Korea | 3 | 1 | 0 | 2 | 2  | 6  | -4  | 3 |

## Play off
|  | Čtvrtfinále               | Čtvrtfinále            |                            |         | Semifinále  | Semifinále  |  |  | Finále                   | Finále |
|  |                           |                        |                            |         |             |             |  |  |                          |        |
|  | 3. srpna 2012 — Coventry  |                        |                            |         |             |             |  |  |                          |        |
|  |                           |                        |                            |         |             |             |  |  |                          |        |
|  | Velká Británie            | 0                      |                            |         |             |             |  |  |                          |        |
|  | Velká Británie            | 0                      | 6. srpna 2012 — Manchester |         |             |             |  |  |                          |        |
|  | Kanada                    | 2                      |                            |         |             |             |  |  |                          |        |
|  | Kanada                    | 2                      | Kanada                     | 3       |             |             |  |  |                          |        |
|  | 3. srpna 2012 — Newcastle |                        | Kanada                     | 3       |             |             |  |  |                          |        |
|  |                           | USA (prodl.)           | 4                          |         |             |             |  |  |                          |        |
|  | USA                       | USA (prodl.)           | 4                          | 2       |             |             |  |  |                          |        |
|  | USA                       |                        | 9. srpna 2012 — Londýn     | 2       |             |             |  |  |                          |        |
|  | Nový Zéland               | 0                      |                            |         |             |             |  |  |                          |        |
|  | Nový Zéland               | 0                      | USA                        | 2       |             |             |  |  |                          |        |
|  | 3. srpna 2012 — Glasgow   |                        | USA                        | 2       |             |             |  |  |                          |        |
|  |                           | Japonsko               | 1                          |         |             |             |  |  |                          |        |
|  | Švédsko                   | Japonsko               | 1                          | 1       |             |             |  |  |                          |        |
|  | Švédsko                   | 6. srpna 2012 — Londýn |                            | 1       |             |             |  |  |                          |        |
|  | Francie                   | 2                      |                            |         |             |             |  |  |                          |        |
|  | Francie                   | 2                      | Francie                    | 1       | Třetí místo | Třetí místo |  |  |                          |        |
|  | 3. srpna 2012 — Cardiff   |                        | Francie                    | 1       | Třetí místo | Třetí místo |  |  |                          |        |
|  |                           | Japonsko               | 2                          |         |             |             |  |  |                          |        |
|  | Brazílie                  | Japonsko               | 2                          | 0       | Kanada      | 1           |  |  |                          |        |
|  | Brazílie                  |                        |                            | 0       | Kanada      | 1           |  |  |                          |        |
|  | Japonsko                  | 2                      |                            | Francie | 0           |             |  |  |                          |        |
|  | Japonsko                  | 2                      |                            |         | 0           |             |  |  |                          |        |
|  |                           |                        |                            |         |             |             |  |  | 9. srpna 2012 — Coventry |        |
|  |                           |                        |                            |         |             |             |  |  |                          |        |

### Čtvrtfinále
| 3. srpna 2012 12:00 |        |                              |                                                              |
| Švédsko             | 1 : 2  | Francie                      | Hampden Park, Glasgow diváci: 12 869 rozhodčí: Kari Seitzová |
| Fischerová 18'      | Report | Georgesová 29' Renardová 39' | Hampden Park, Glasgow diváci: 12 869 rozhodčí: Kari Seitzová |

| 3. srpna 2012 14:30          |        |             |                                                                      |
| USA                          | 2 : 0  | Nový Zéland | St James' Park, Newcastle diváci: 10 441 rozhodčí: Salomé di Ioriová |
| Wambachová 27' Lerouxová 87' | Report |             | St James' Park, Newcastle diváci: 10 441 rozhodčí: Salomé di Ioriová |

| 3. srpna 2012 17:00 |        |                         |                                                                         |
| Brazílie            | 0 : 2  | Japonsko                | Millennium Stadium, Cardiff diváci: 28 528 rozhodčí: Kirsi Heikkinenová |
|                     | Report | Ogimiová 27' Onoová 73' | Millennium Stadium, Cardiff diváci: 28 528 rozhodčí: Kirsi Heikkinenová |

| 3. srpna 2012 19:30 |        |                               |                                                                                 |
| Velká Británie      | 0 : 2  | Kanada                        | City of Coventry Stadium, Coventry diváci: 28 828 rozhodčí: Sachiko Jamagišiová |
|                     | Report | Filignová 12' Sinclairová 26' | City of Coventry Stadium, Coventry diváci: 28 828 rozhodčí: Sachiko Jamagišiová |

### Semifinále
| 6. srpna 2012 17:00 |        |                              |                                                                       |
| Francie             | 1 : 2  | Japonsko                     | Stadion Wembley, Londýn diváci: 61 428 rozhodčí: Quetzalli Alvaradová |
| le Sommerová 76'    | Report | Ogimiová 32' Sakagučiová 49' | Stadion Wembley, Londýn diváci: 61 428 rozhodčí: Quetzalli Alvaradová |

| 6. srpna 2012 19:45       |                |                                                            |                                                                         |
| Kanada                    | 3 : 4 (prodl.) | USA                                                        | Old Trafford, Manchester diváci: 26 630 rozhodčí: Christina Pedersenová |
| Sinclairová 22', 67', 73' | Report         | Rapinoeová 54', 70' Wambachová 80' (pen.) Morganová 120+3' | Old Trafford, Manchester diváci: 26 630 rozhodčí: Christina Pedersenová |

### O 3. místo
| 9. srpna 2012 13:00 |        |         |                                                                                |
| Kanada              | 1 : 0  | Francie | City of Coventry Stadium, Coventry diváci: 12 465 rozhodčí: Jenny Palmqvistová |
| Mathesonová 90+2'   | Report |         | City of Coventry Stadium, Coventry diváci: 12 465 rozhodčí: Jenny Palmqvistová |

### Finále
| 9. srpna 2012 19:45 |        |              |                                                                       |
| USA                 | 2 : 1  | Japonsko     | Stadion Wembley, Londýn diváci: 80 203 rozhodčí: Bibiana Steinhausová |
| Lloydová 8', 54'    | Report | Ogimiová 63' | Stadion Wembley, Londýn diváci: 80 203 rozhodčí: Bibiana Steinhausová |

## Střelkyně
Celkem padlo 71 gólů (z toho jeden vlastní) ve 26 zápasech. Dva góly padly z penalt. Nejlepší střelkyní turnaje se stala Kanaďanka Christine Sinclairová, která také jako jediná vstřelila hattrick.
6 gólů
- Christine Sinclairová

5 gólů
- Abby Wambachová

4 góly
| - Carli Lloydová | - Melissa Tancrediová |  |  |

3 góly
| - Stephanie Houghtonová | - Alex Morganová | - Juki Ogimiová | - Megan Rapinoeová |

2 góly
| - Cristiane - Marie-Laure Delieová - Nilla Fischerová | - Laura Georgesová - Kim Song-Hui | - Marta - Wendie Renardová | - Lotta Schelinová - Elodie Thomisová |

1 gól
| - Camille Catalaová - Renata Costa - Lisa Dahlkvistová - Jonelle Filignová - Francielle - Sarah Gregoriusová | - Marie Hammarströmová - Sofia Jakobssonová - Nahomi Kawasumiová - Sydney Lerouxová - Diana Mathesonová | - Aja Mijamaová - Portia Modiseová - Šinobu Onoová - Gabrielle Aboudi Ongueneová - Mizuho Sakagučiová | - Rebecca Smithová - Eugenie le Sommerová - Casey Stoneyová - Gaetane Thineyová - Jill Scottová |